# Hygrophorus olivaceoalbus
Hygrophorus olivaceoalbus (Elias Magnus Fries, 1815 ex Elias Magnus Fries, 1838) din încrengătura Basidiomycota, în familia Hygrophoraceae și de genul Hygrophorus, este o specie destul de comună de ciuperci comestibile care coabitează, fiind un simbiont micoriza (formează micorize pe rădăcinile arborilor). O denumire populară nu este cunoscută. În România, Basarabia și Bucovina de Nord se dezvoltă preferat pe sol umed și acru în păduri de conifere, preponderent sub molizi, crescând în grupuri mai mici. Apare de la câmpie la munte din (august) septembrie până în noiembrie.

## Taxonomie

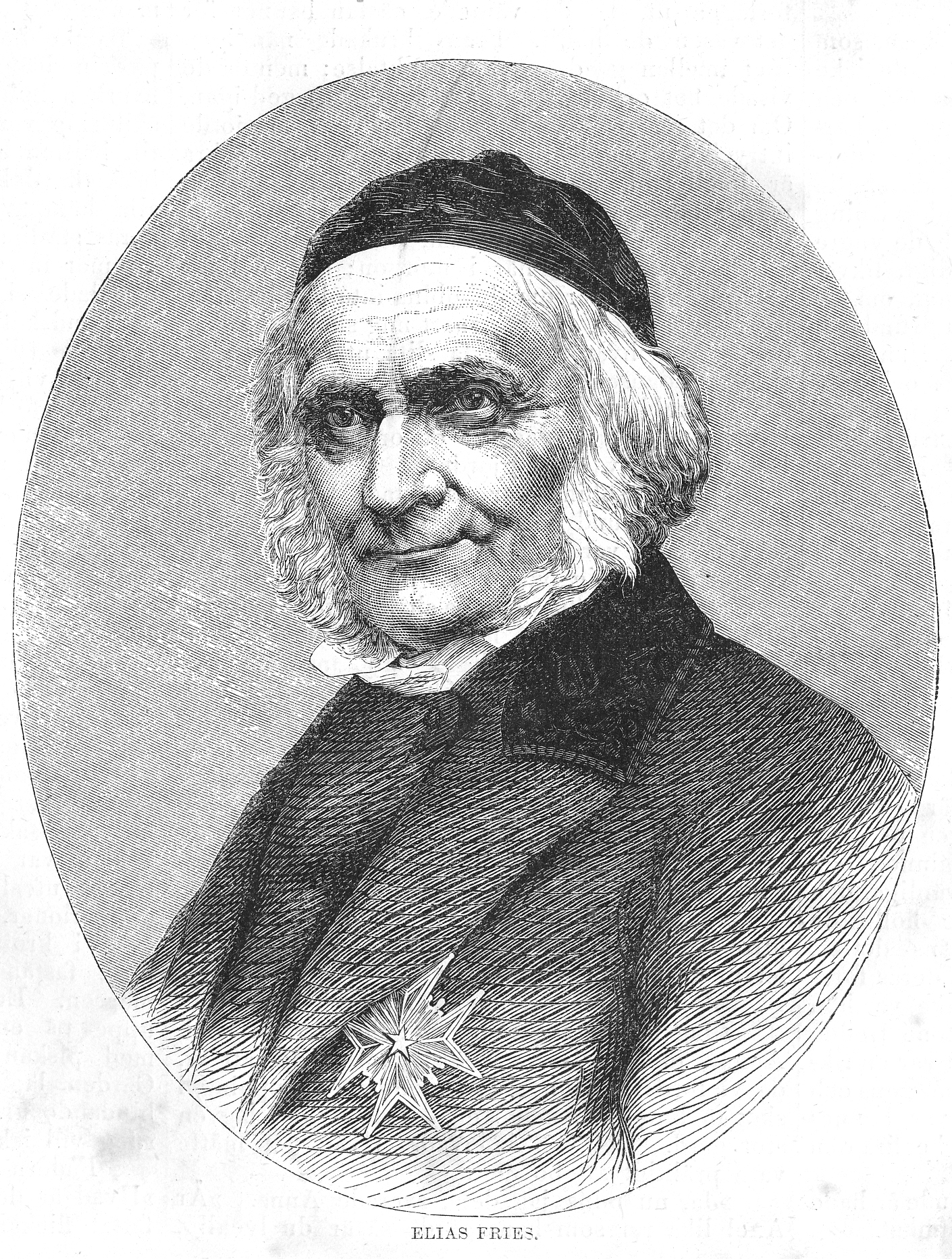
Elias M. Fries

Renumitul micolog suedez Elias Magnus Fries a descris ciuperca drept Agaricus pudorinus în volumul 1 al operei sale Observationes mycologicae din 1815. Apoi, în 1838, renumitul savant Elias Magnus Fries a transferat specia la genul Hygrophorus sub păstrarea epitetului, de verificat în cartea sa Epicrisis systematis mycologici, seu synopsis hymenomycetum, fiind și numele curent valabil (2023).
Sinonime obligatorii sunt Agaricus limacinus subsp. olivaceoalbus al savantului bur Christian Hendrik Persoon din1828 precum Limacium olivaceoalbum, creat de micologul german Paul Kummer în 1871, ambele bazând pe descrierea lui Fries. Toate celelalte încercări de redenumire precum variațiile descrise sunt și ele acceptate drept sinonime.
Epitetul specific este derivat din adjectivele latine (latină olivaceus=măsliniu) și (latină albus=alb, fiind palid), datorită coloritului diferit al cuticulei și al lamelelor precum al piciorului.

## Descriere

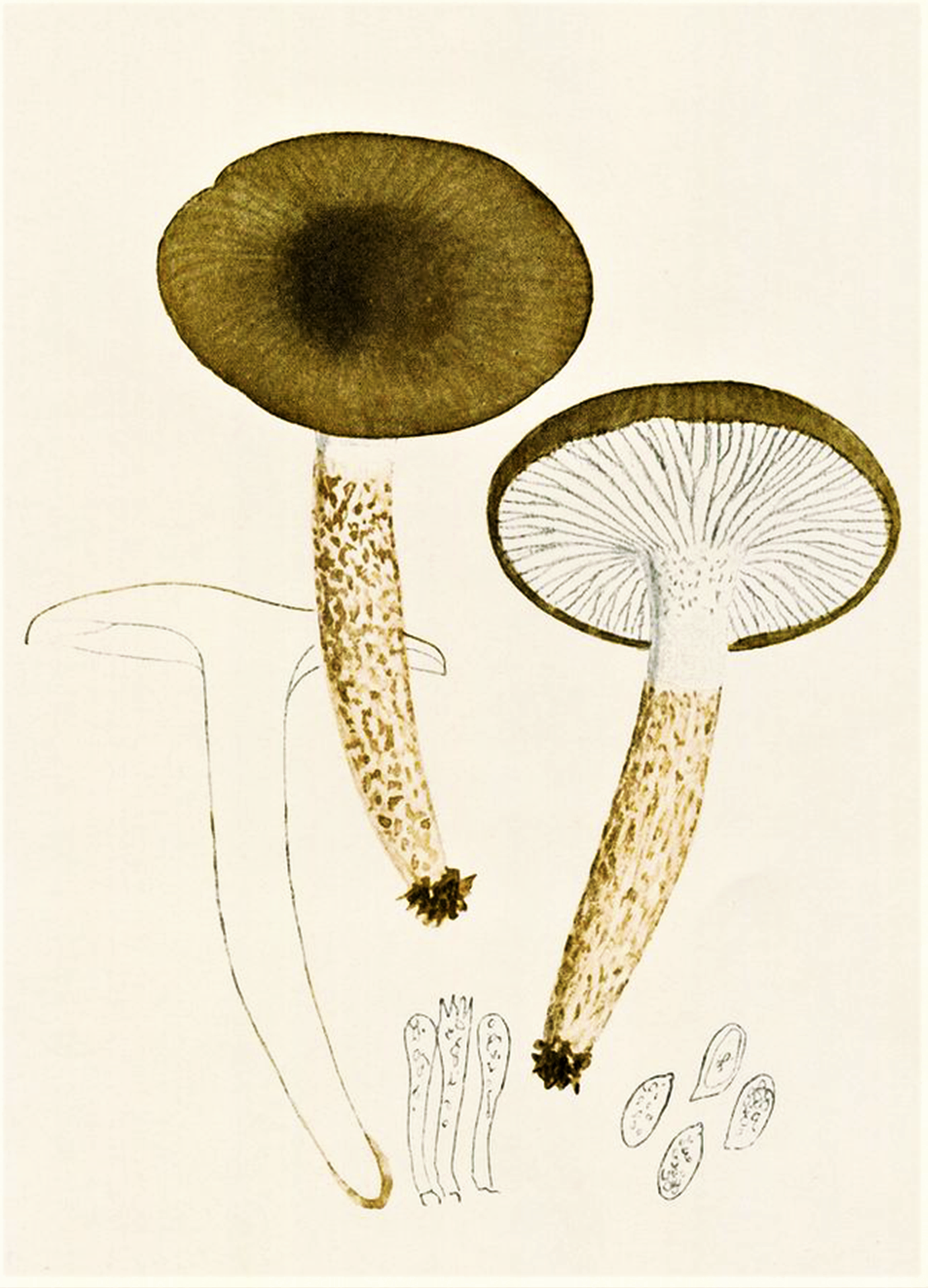
Bres.: Hygrophorus olivaceo-albus

- Pălăria: destul de moale și nu prea cărnoasă, nehigrofană, cu un diametru de 2-6 (9) cm inițial emisferică până la obtuz conică cu un gurgui ascuțit precum marginea rulată spre interior, apoi convexă, în sfârșit plan-convexă până la ușor deprimată cu o cocoașă proeminentă. Cuticula netedă este unsuroasă și cleioasă, dar când este cald și însorit doar slab lipicioasă și lucioasă. Coloritul este gri-brun, brun-cenușiu până la maro-măsliniu cu centrul mai închis brun-negricios până la aproape negru, devenind puțin mai palid când este bătrân.
- Lamelele: groase, distanțate, cu lameluțe intercalate de lungime diferită sunt atașate față de picior atât larg adnate, cât și decurente sau semi-decurente, prezentând nervuri transversale de până la 6 mm lățime la bază. Coloritul este la început alb, devenind apoi gălbui până la crem-galben. Muchiile de aceiași culoare sunt netede.
- Piciorul: destul de ferm și plin pe dinăuntru cu o lungime de 4-10 cm și o lățime de 0,4-1,2 cm este cilindric sau slab fusiform, conectat mai întâi cu marginea pălăriei printr-un văl vâscos. Suprafața este spre vârf albă și flocos-fibroasă în rest acoperită de un strat cleios. Majoritatea tijei constă din numeroși solzi mici pe benzi transversale viperine de culoare gri-maronie până pal brun-măslinie pe fundal alb. Nu poartă un inel.
- Carnea: destul de moale și nu prea groasă este albicioasă până la galben palid. Nu se decolorează după tăiere. Mirosul este neremarcabil și gustul blând.[3][4]
- Caracteristici microscopice: are spori netezi, hialini (translucizi), neamilozi, elipsoidali până la alungit elipsoidali cu un apendice hilar mare și obtuz, măsurând 10-14,5 x 6 (6,5)-7 (8,5) microni. Pulberea lor este albă. Basidiile îngust clavate cu uneori două, dar preponderent patru sterigme fiecare au o dimensiune de (55) 60-85 x 7 (9,5)- 14,5 microni. Pileipellis (cuticula), este un ixo-trichoderm cu o grosime de până la 600 µm, format din hife zvelte, erecte, ramificate, deasupra tramei compacte, spre suprafață împletite lejer, late de 2-6,5 µm, hialine sau cu un pigment intracelular măsliniu, netede sau, excepțional, cu câteva hife cu un pigment încrustat fin. Himenoforul tramei este bilateral, format din elemente destul de scurte, cilindrice până la umflate cu o dimensiune de 43-150 x 5-22 microni. Cistidele (elemente sterile situate în stratul himenal sau printre celulele din pielița pălăriei și a piciorului, probabil cu rol de excreție) lipsesc. Stipitipellis este un ixo-trichoderm asemănător celui al pileipellis, dar mai subțire, cu o grosime de până la 300 µm. La vârf prezintă o cutis uscată de hife subțiri întinse, cu multe fire păroase cilindrice, erecte și proeminente de până la 500 µm lungime. Conexiuni cu cleme sunt prezente.[11][12]
- Reacții chimice: carnea se decolorează cu acid sulfuric sau cu hidroxid de sodiu roșu și coaja piciorului cu hidroxid de potasiu, ce nu reacționează cu carnea, imediat galben deschis.[13]

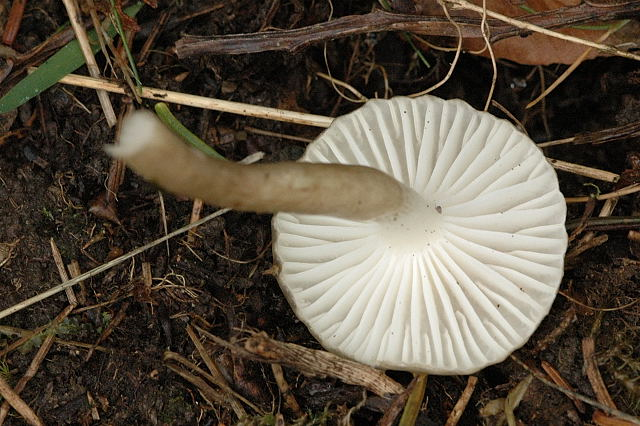
H. olivaceoalbus, lamele și picior
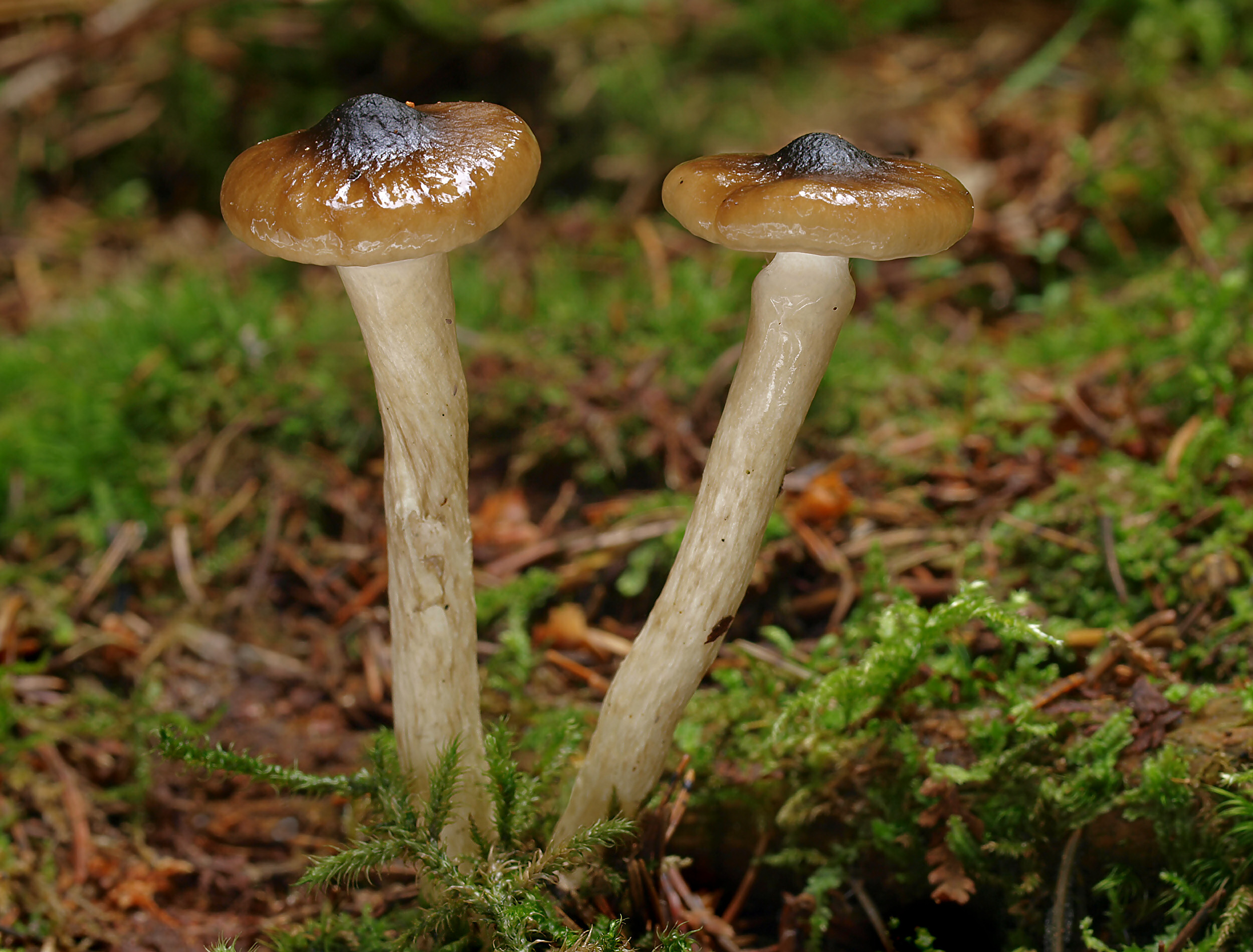
H. olivaceoalbus tineri
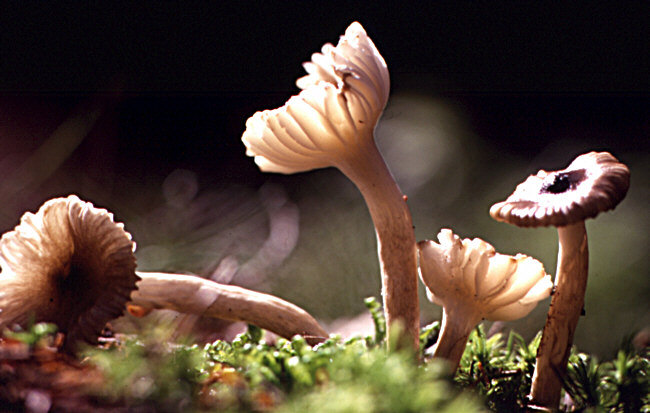
H. olivaceoalbus bătrâni
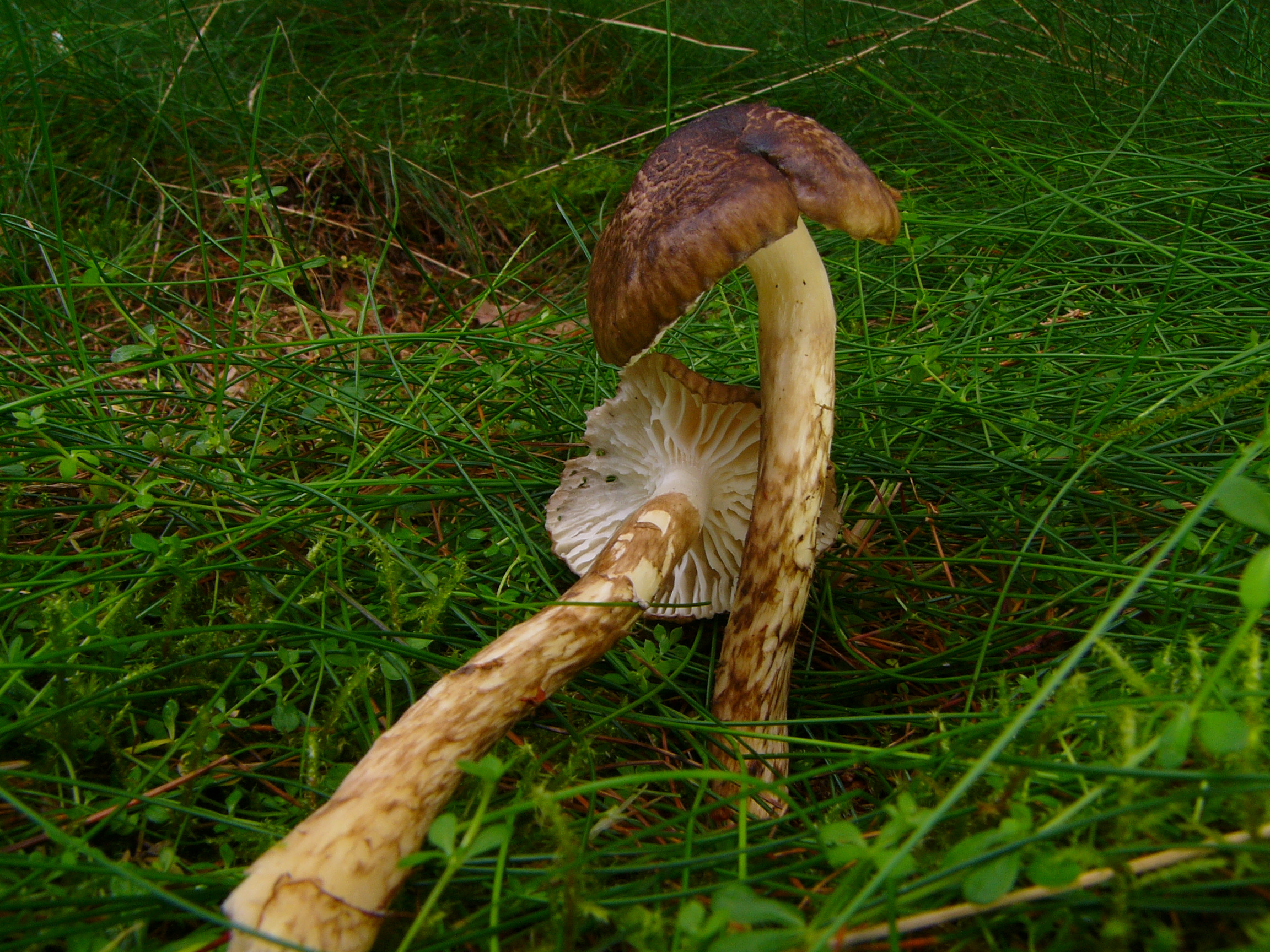
H. olivaceoalbus bătrâni 2
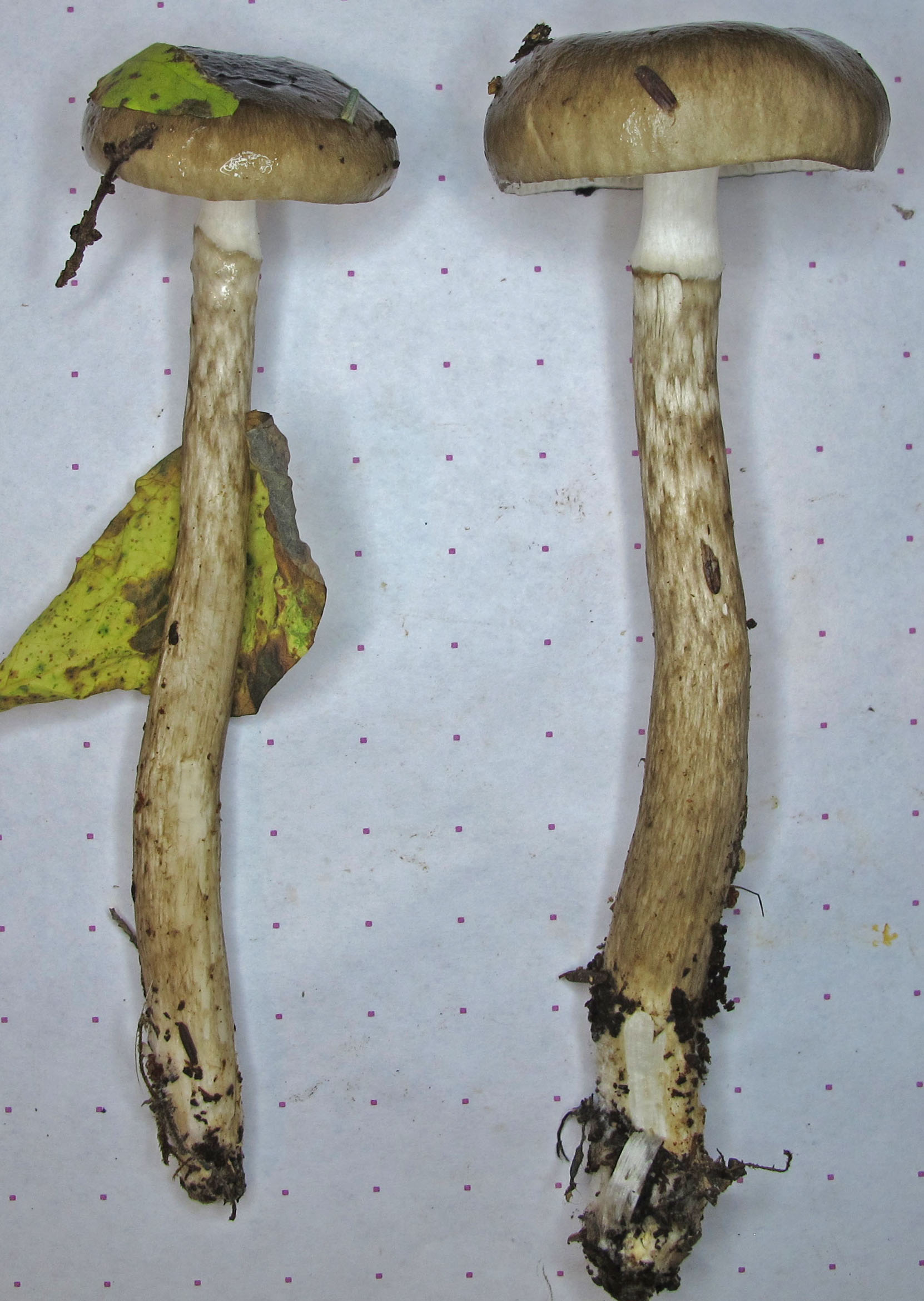
H. olivaceoalbus 187544]] aspect lateral

## Confuzii
În mod general, Hygrophorus olivaceoalbus poate fi confundat cu ciuperci comestibile și mai mult sau mai puțin savuroase aceleiași specii cum sunt: Hygrophorus agathosmus (comestibil), Hygrophorus arbustivus (comestibil), Hygrophorus camarophyllus (comestibil), Hygrophorus erubescens (comestibil), Hygrophorus fulgineus (comestibil), Hygrophorus hypothejus (comestibil), Hygrophorus latitabundus (comestibil), Hygrophorus persoonii (comestibil), Hygrophorus pustulatus (comestibil, fără miros și gust specific), Hygrophorus speciosus (comestibil) sau Neohygrocybe ovina sin. Hygrocybe ovina (necomestibilă).

## Specii asemănătoare în imagini

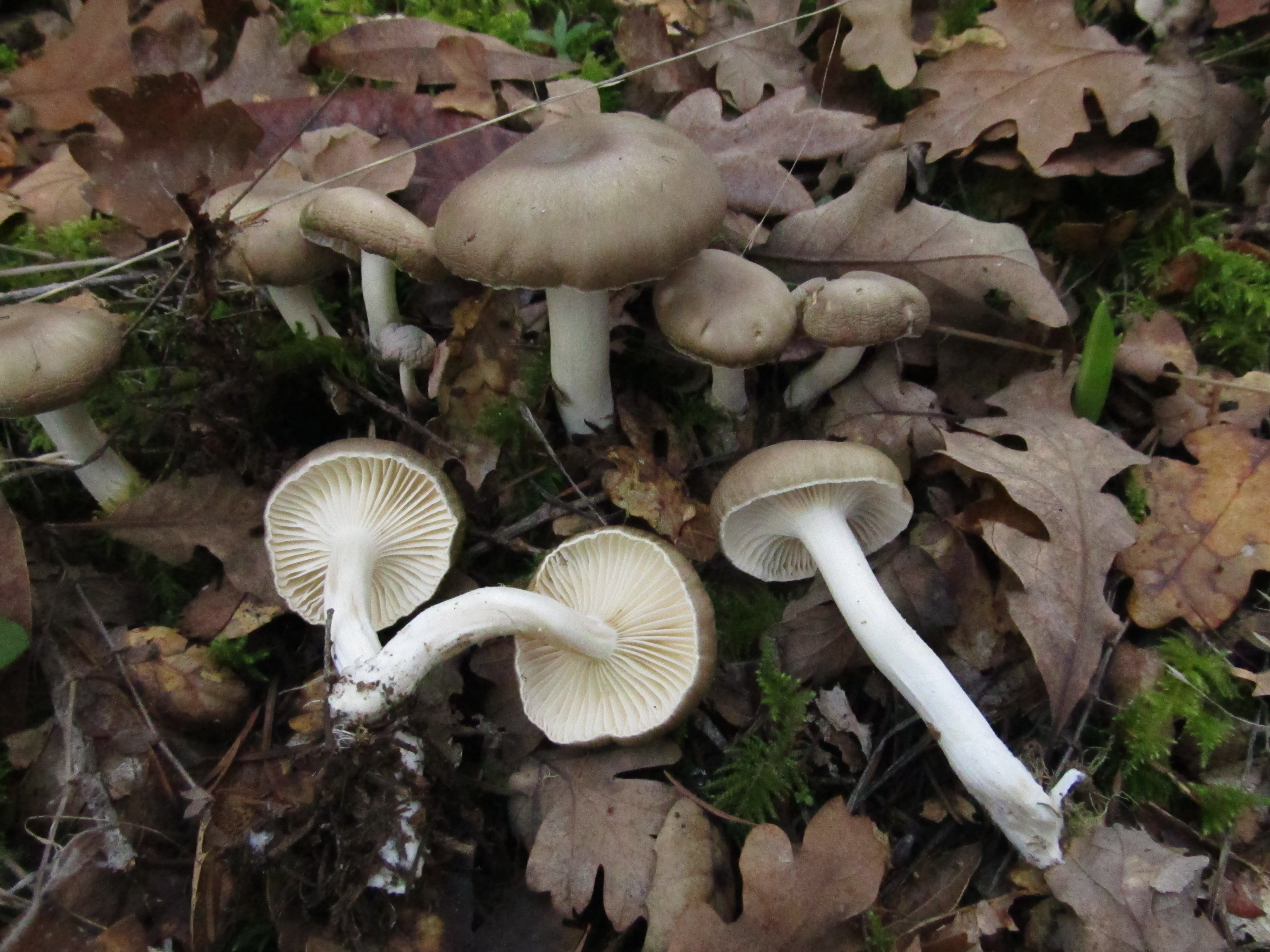
Hygrophorus agathosmus
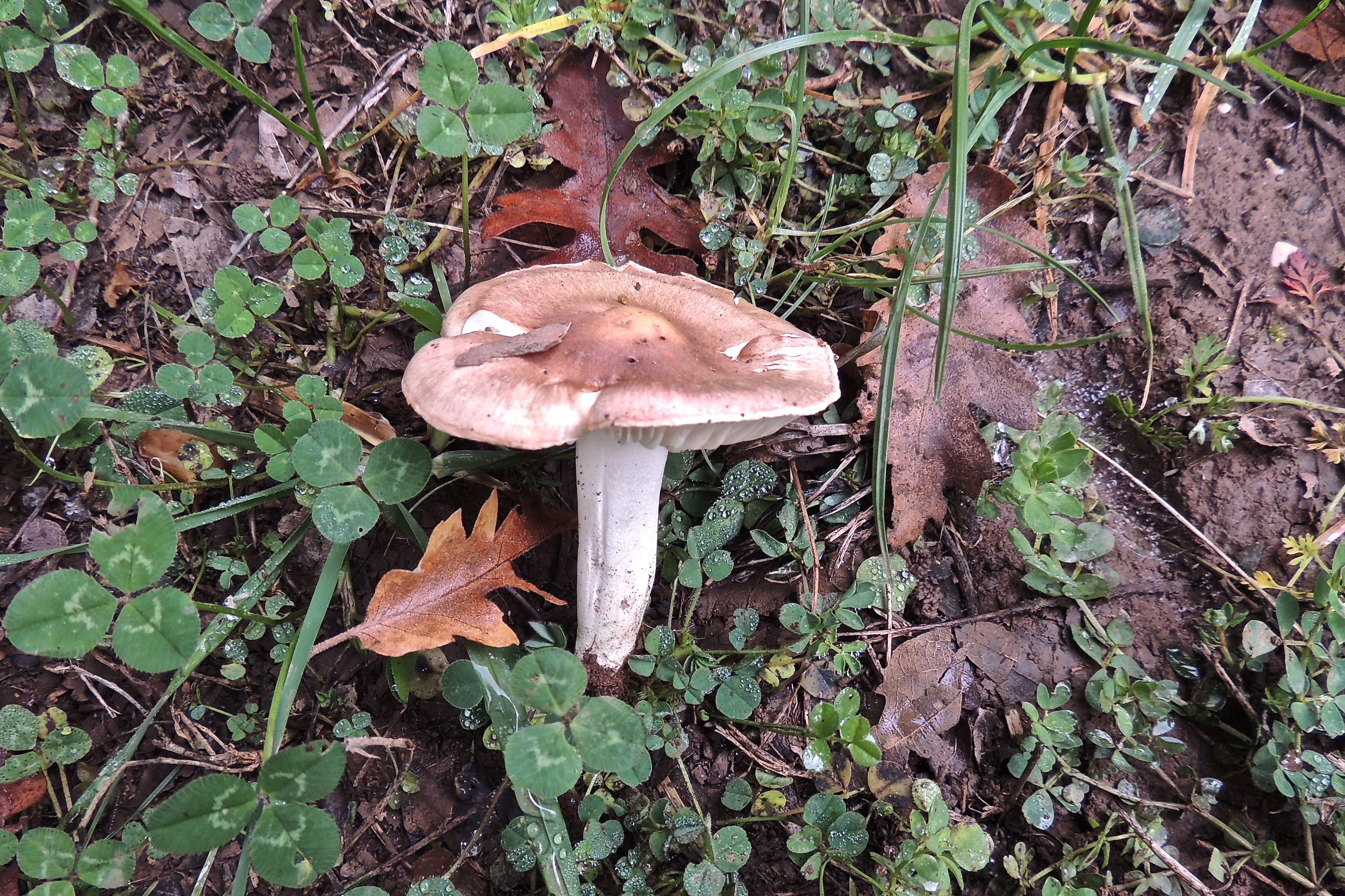
Hygrophorus arbustivus
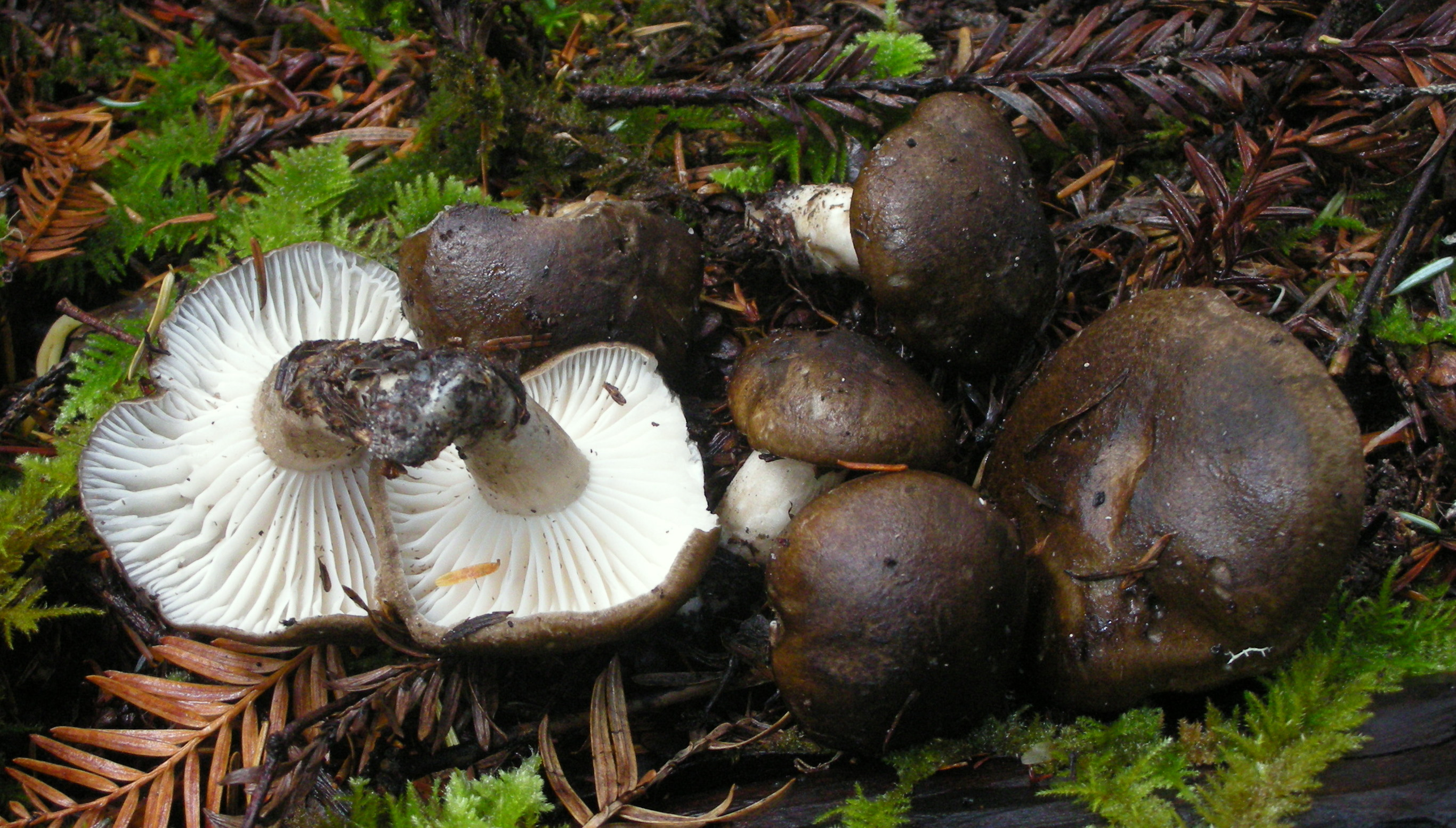
Hygrophorus camarophyllus
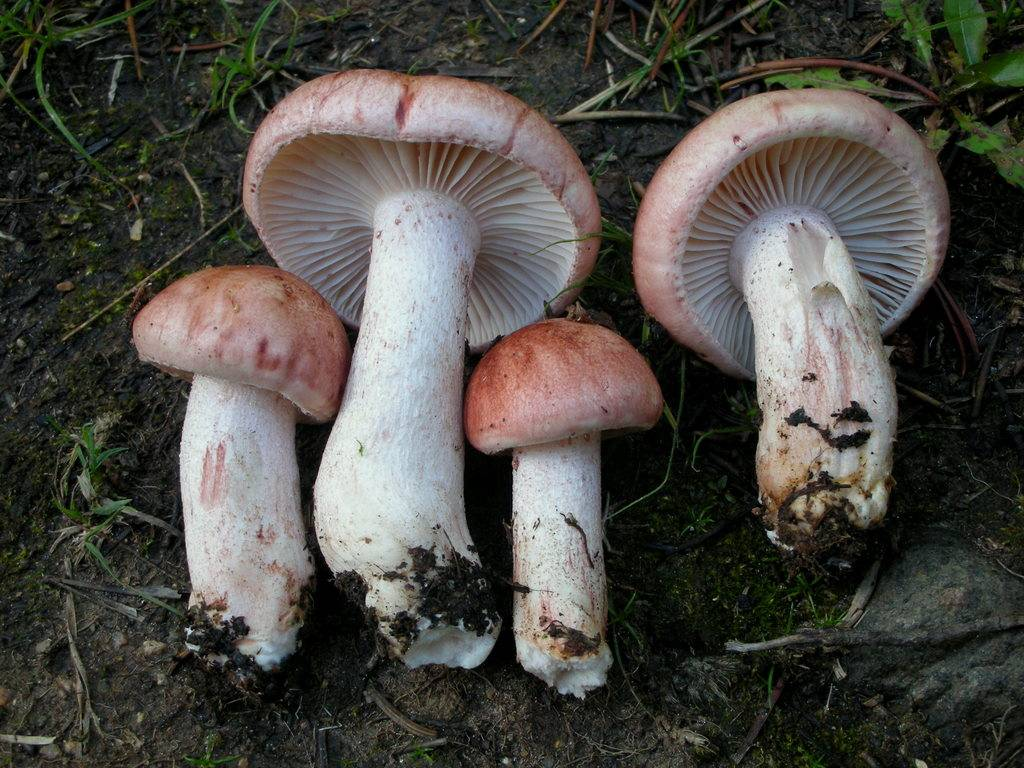
Hygrophorus erubescens
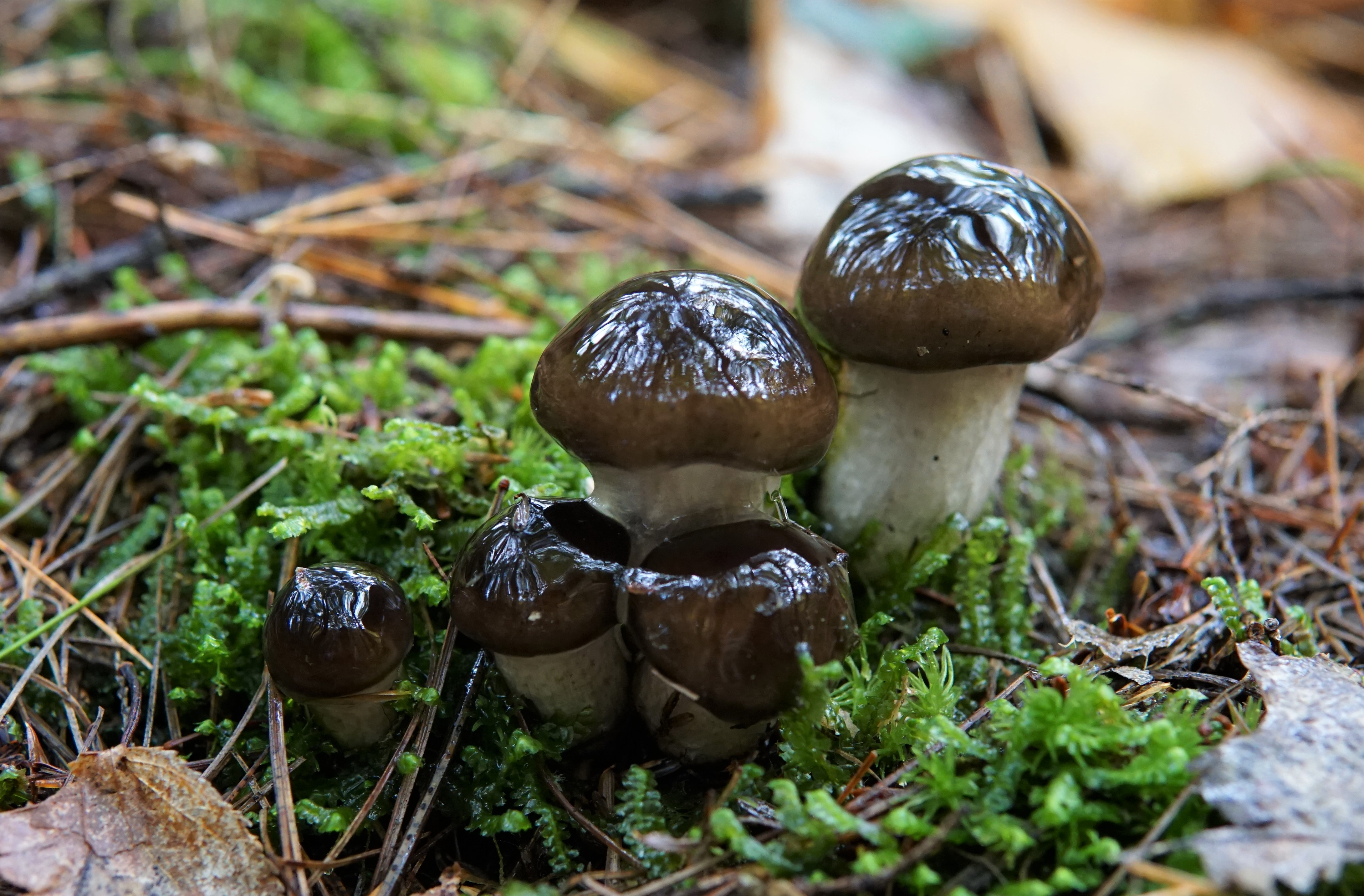
Hygrophorus fuligineus
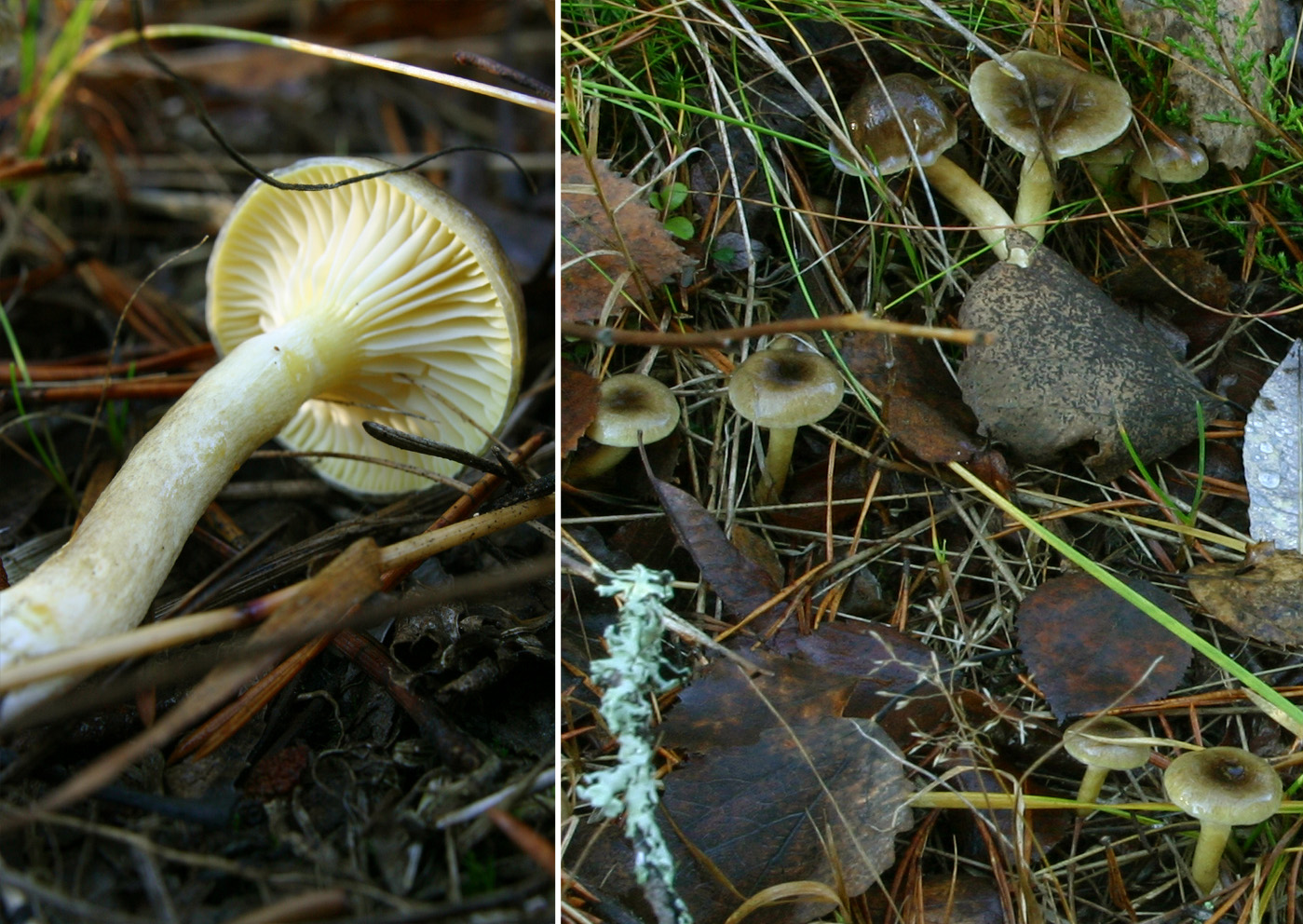
Hygrophorus hypothejus

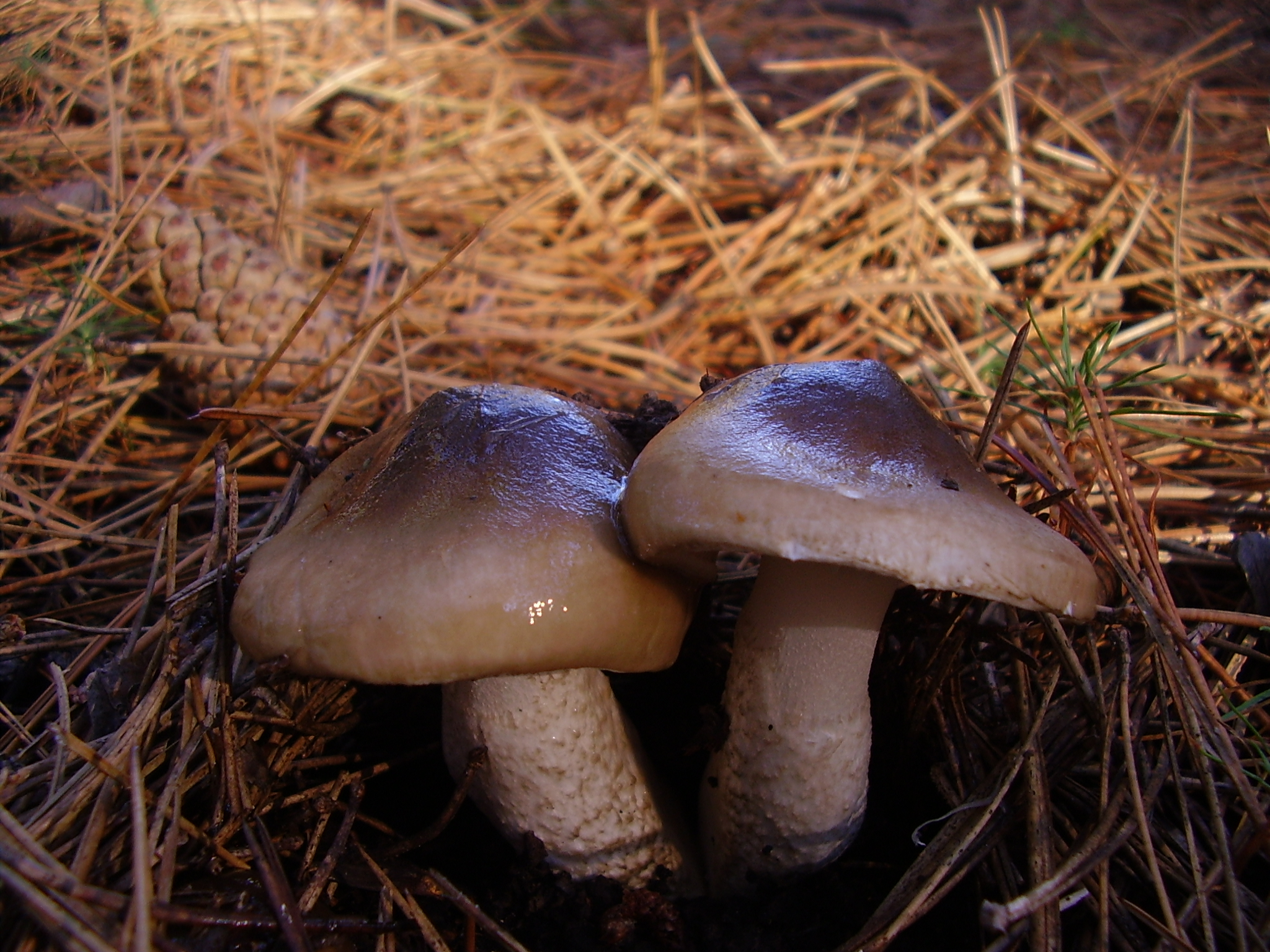
Hygophorus latitabundus
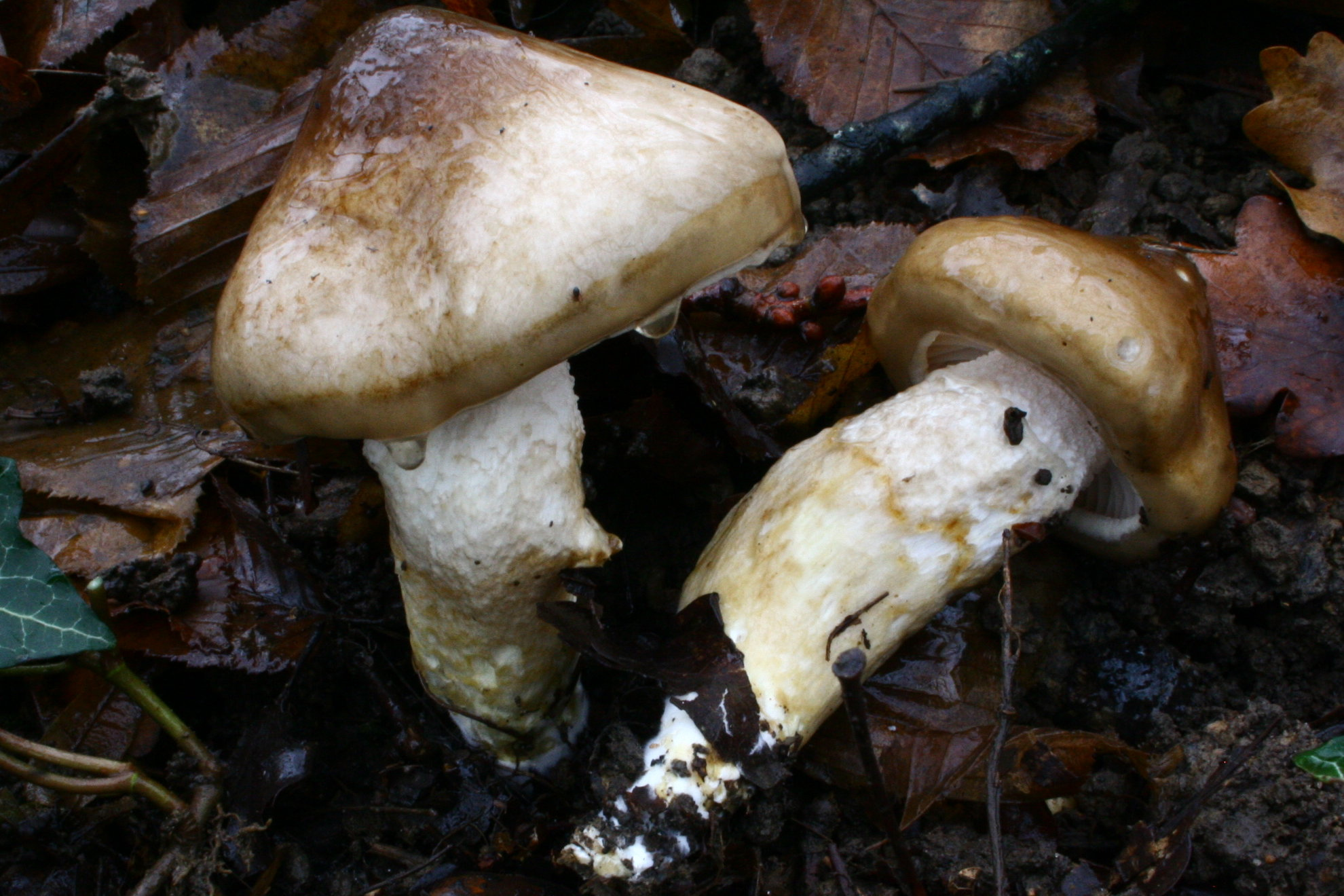
Hygrophorus persoonii
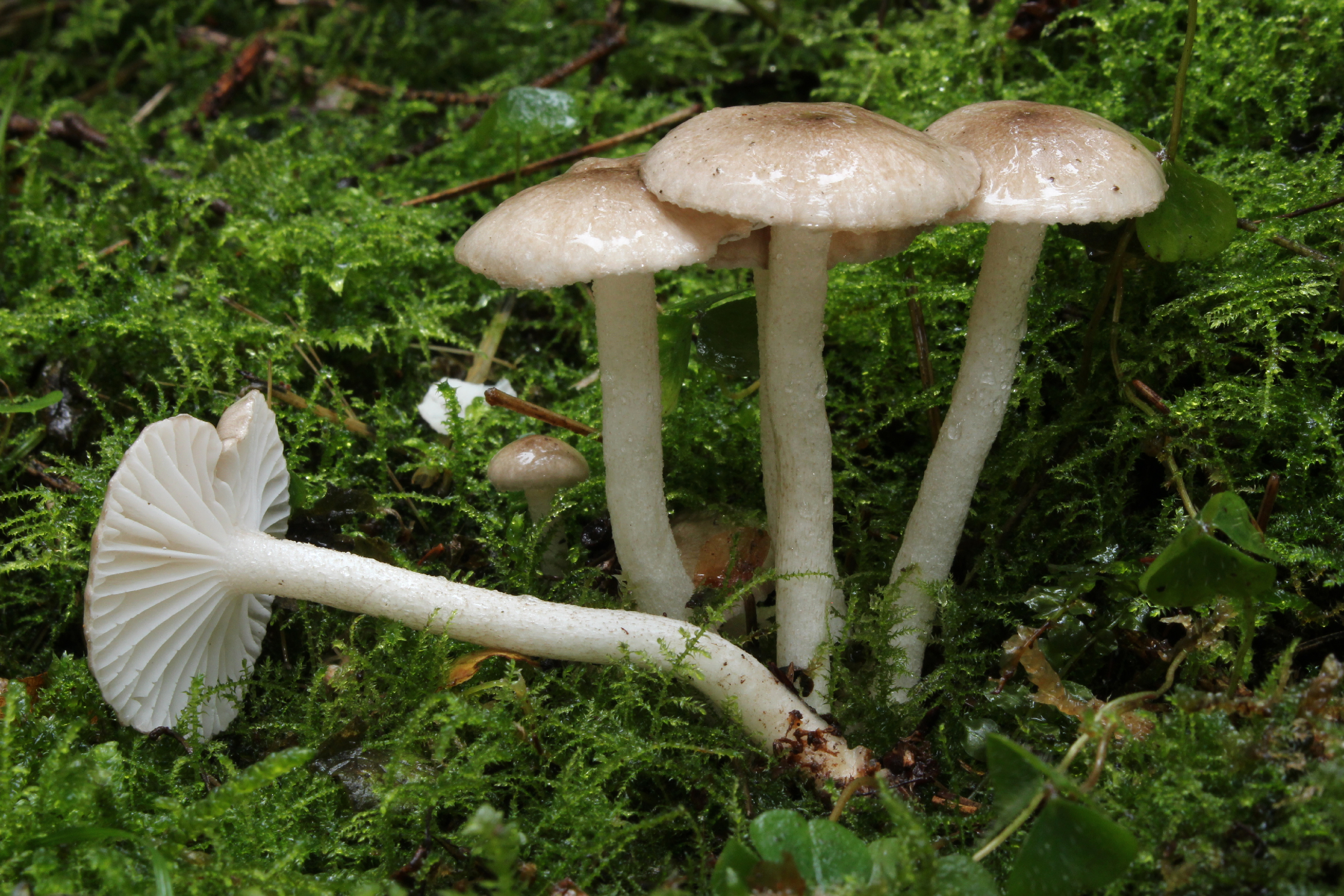
Hygrophorus pustulatus
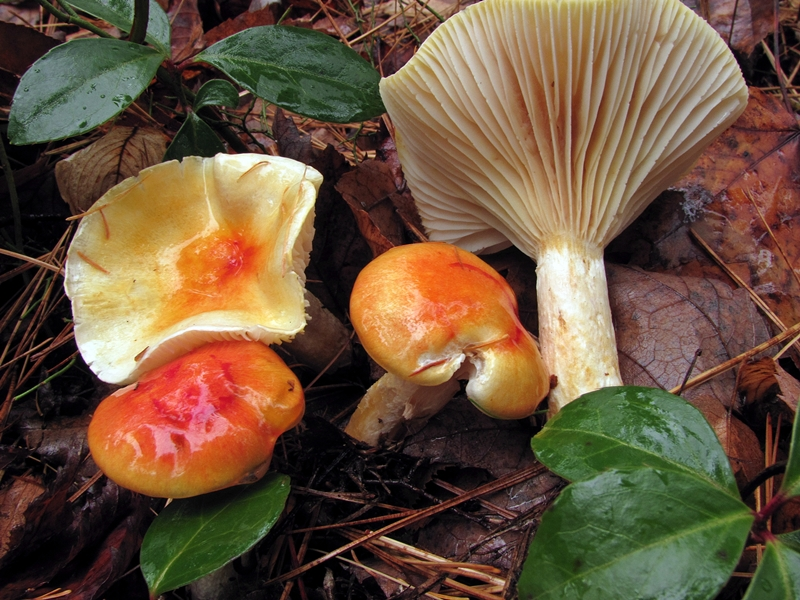
Hygrophorus speciosus
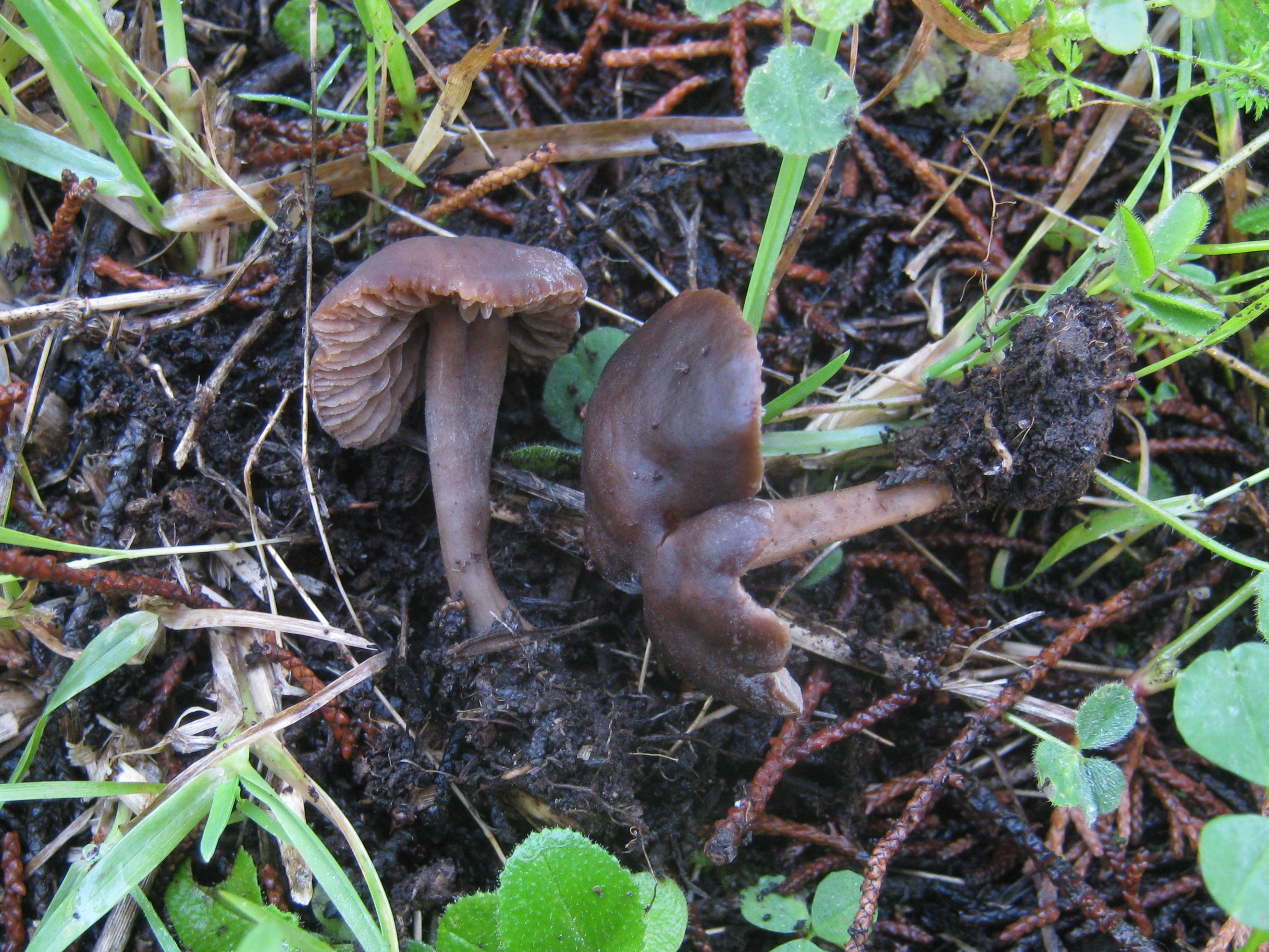
!Neohygrocybe ovina sin. Hygrocybe ovina!

## Valorificare
Hygrophorus olivaceoalbus este o specie destul de gustoasă care se potrivește în bucătărie nu numai ca adăugare la o mâncare de alte ciuperci. Buretele poate fi consumat chiar și crud drept ciupercă de salată. Din cauza mucegaiului ciuperca nu este atrăgătoare pentru toată lumea, deși acesta poate fi îndepărtat destul de simplu cu ajutorul unui prosop de bucătărie din hârtie. 